# トレントン (T-EPF-5)
トレントン（USNS Trenton, T-EPF-5）は、アメリカ海軍の遠征高速輸送艦。スピアヘッド級遠征高速輸送艦の5番艦。艦名はニュージャージー州の都市トレントンにちなむ。その名を持つ艦としてはトレントン級ドック型輸送揚陸艦1番艦（LPD-14）以来4隻目。

## 艦歴
トレントンは、2015年1月10日にアラバマ州南部のモービルにあるオースタル USAでレイ・メイバス海軍長官によって命名され、3月13日にメキシコ湾での受入試験（英: Acceptance Trial、略称：AT）を終えて、4月13日にアメリカ海軍へ引き渡され、軍事海上輸送司令部に配備された。
2018年6月12日、地中海での作戦行動中に遭難した移民船を発見して41人を救助し、移民らは6月17日にイタリアのランペドゥーザ島沖でイタリア沿岸警備隊に引き渡された。